# Marko Ristić
Marko Ristić (serbisch-kyrillisch Марко Ристић; * 20. Juli 1902 in Belgrad; † 20. Juli 1984) war ein jugoslawischer Schriftsteller.

## Leben und Karriere
Er war Protagonist des serbischen Surrealismus. Obwohl er hauptsächlich Lyrik schrieb (Od sreće i od sna, 1925; Nox microcosmica, 1956), wurde er vor allem durch seine Essays bekannt, die eine starke politische Ausrichtung hatten (Književna politika, 1952, und Istorija i poezija, 1962).
Ristić besuchte Schulen in Belgrad, Kruševac und in der Schweiz, maturierte 1921 in Belgrad und schloss dort sein Studium an der Philosophischen Fakultät der Universität Belgrad 1925 ab. Bereits 1922 gab er mit Milan Dedinac die Zeitschrift Putevi (Wege) heraus, in der auch die damaligen Belgrader Modernisten veröffentlichten. In der zweiten Nummer erschien sein erster literarischer Text, Praštanje. Drei Jahre später gab er mit Miloš Crnjanski eine Sondernummer heraus.
Kurz darauf brach er mit dem Modernismus und gab mit Rastko Petrović, Dušan Matić, Milan Dedinac, Aleksandar Vučo und Mladen Dimitrijević die Literaturzeitschrift Svedočanstva heraus, die als Geburtsmoment des serbischen Surrealismus (nadrealizam) gilt. Ende 1925 veröffentlichte er seinen ersten Gedichtband Od sreće i od sna. Nach einem mehrmonatigen Aufenthalt in Paris, wo er mit den französischen Surrealisten Bekanntschaft machte, schrieb er sein Buch Bez mere.